# Ostblock

Die europäischen Ostblockstaaten. Albanien ist heller dargestellt, da es nur zeitweise (bis 1960) zum Ostblock zählte.

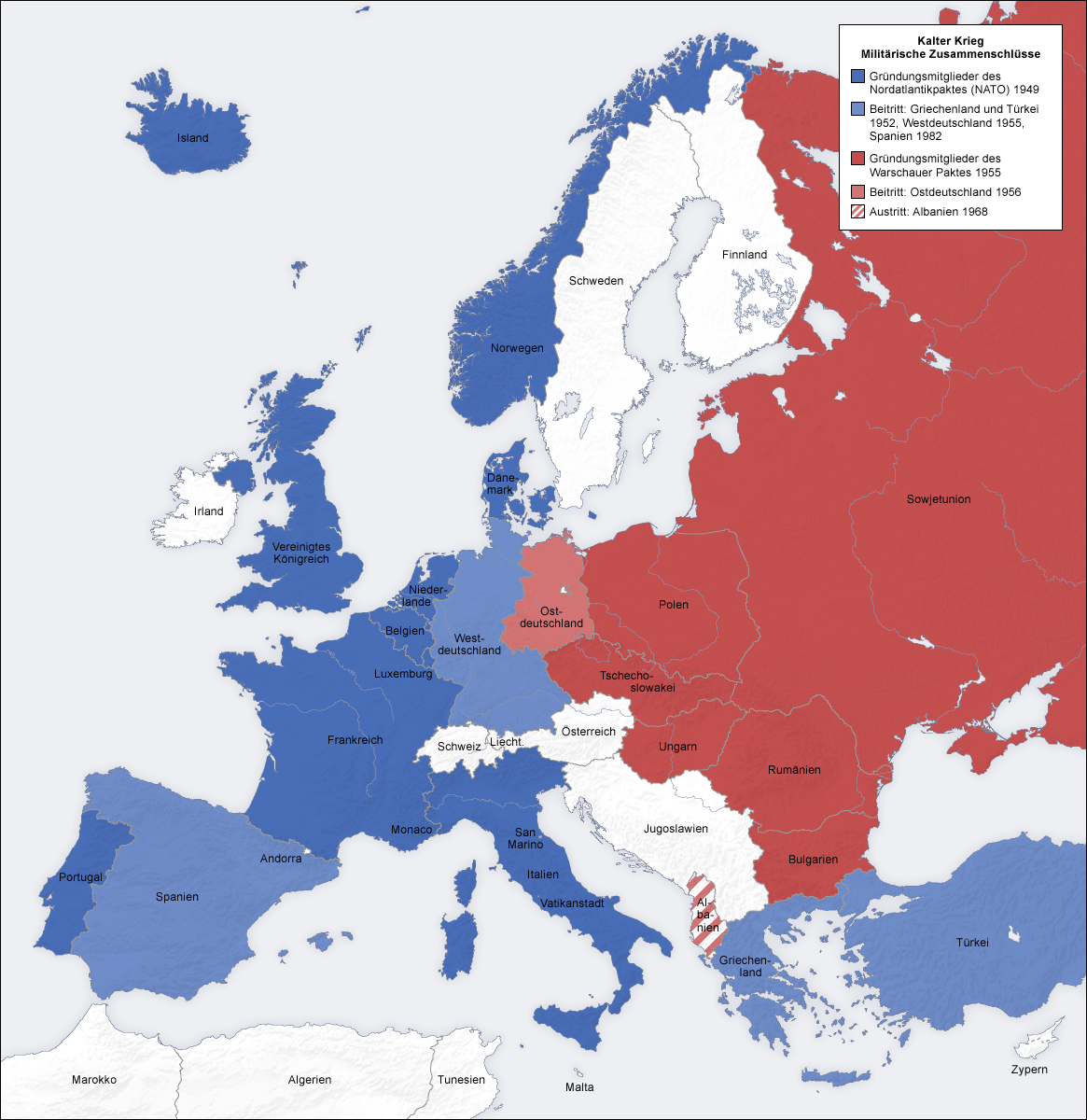
Die Blöcke in Europa: blau der Westen, rot der Ostblock, Jugoslawien dazwischen neutral weiß gekennzeichnet

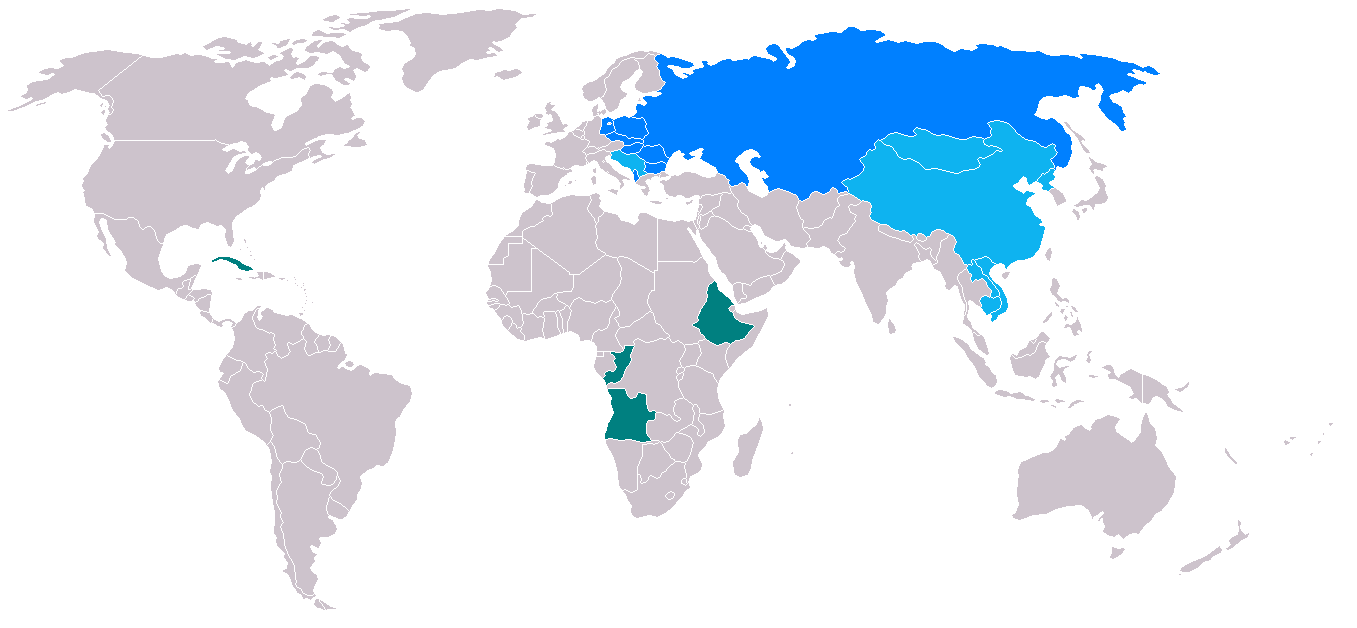
Situation um 1985:
blau: Mitgliedsstaaten des Warschauer Paktes;
grün: weitere zeitweise sozialistische Staaten unter sowjetischem Einfluss;
hellblau: sozialistische Staaten, die nicht unter dem Einfluss der Sowjetunion standen

Der Begriff Ostblock ist ein im Westen geprägtes politisches Schlagwort aus der Zeit des Ost-West-Konflikts für die Sowjetunion (UdSSR) und ihre Satellitenstaaten, die nach dem Zweiten Weltkrieg in den sowjetischen Macht- und Einflussbereich geraten waren. Der Ostblock stand antagonistisch zur westlichen Welt. In alternativer Weise wurden die Staaten des Ostblocks auch als Staaten östlich des „Eisernen Vorhangs“ oder des „kommunistischen Lagers“ und – in der selbst zum Ostblock gehörenden DDR – als „sozialistische Staatengemeinschaft“ bezeichnet.

## Überblick
Nach Wolfgang Leonhard wurde zwischen zwei Wirtschaftszonen unterschieden: jene der europäischen Ostblockstaaten und jene der asiatischen Verbündeten. Die politisch eng zusammenarbeitende Gruppe wurde durch ein System zweiseitiger Freundschafts- und Beistandsabkommen zwischen der Sowjetunion und den mit ihr verbündeten Staaten sowie zwischen letzteren untereinander gebildet. Der Ostblock fiel während der Revolutionen im Jahr 1989 auseinander, gefolgt vom Zerfall der Sowjetunion bis Ende 1991.
Zum Ostblock zählten die Sowjetunion, die Volksrepublik Polen, die Deutsche Demokratische Republik (DDR), die Tschechoslowakische Sozialistische Republik (ČSSR), die Volksrepublik Ungarn, die Volksrepublik Bulgarien und die Volksrepublik bzw. Sozialistische Republik Rumänien (SRR). Bis in die 1960er Jahre galt auch die Sozialistische Volksrepublik Albanien als Ostblockstaat. Weitere Länder außerhalb Mittel- und Osteuropas sowie Nord- und Mittelasiens wurden zum Ostblock gezählt, solange sie unter dem beherrschenden Einfluss der Sowjetunion standen: die Republik Kuba, Nordvietnam (ab 1976: Sozialistische Republik Vietnam), die Demokratische Volksrepublik Korea, die Mongolische Volksrepublik und die frühe Volksrepublik China.
Die europäischen Staaten des Ostblocks schlossen sich 1949 im Rat für gegenseitige Wirtschaftshilfe (RGW) und 1955 im Warschauer Pakt zusammen. Im selben Jahr beschloss der Rat die wirtschaftliche Integration. Die Volksdemokratien sollten ein einheitliches Wirtschaftsgebiet bilden, in dem die Produktionsaufgaben unter den Ländern aufgeteilt wurden. Der ursprünglich, besonders zu Zeiten des Spätstalinismus bis 1953 noch monolithisch erscheinende Ostblock zersplitterte sich allmählich aufgrund wirtschaftlicher, politischer und ideologischer Interessengegensätze. Insbesondere bestanden immer noch nationale Interessen. Der Volksaufstand des 17. Juni (in der DDR) wie auch der Volksaufstand in Ungarn im Oktober/November 1956 machten bewusst, dass die sozialistische (Werte-)Ordnung in vielen Ländern auf mehr oder weniger starke Ablehnung stieß und sich die dortigen Regimes nur mit massiver sowjetischer Unterstützung behaupten konnten. Einige sozialistische Länder begannen eine von der Sowjetunion unabhängige Politik zu verfolgen, insbesondere widersetzte sich China immer stärker dem sowjetischen Führungsanspruch, sodass es in den 1960er Jahren zum offenen Bruch kam (→ chinesisch-sowjetisches Zerwürfnis). In den 1980er Jahren wurden nur noch die Mitglieder des Warschauer Paktes unter dem Begriff „Ostblockstaaten“ zusammenfassend bezeichnet. Die Sozialistische Föderative Republik Jugoslawien wird manchmal verallgemeinernd als „Ostblockstaat“ eingeordnet, war jedoch ein blockfreier sozialistischer Staat. Sie gehörte nie zum Warschauer Pakt und war kein Mitglied des Rates für gegenseitige Wirtschaftshilfe. Jugoslawiens Staatspräsident Josip Broz Tito war einer der Mitbegründer der Bewegung der Blockfreien Staaten; außerdem verfolgte er mit dem Titoismus einen eigenen, von der UdSSR unabhängigen „Weg zum Sozialismus“.
Der Begriff spiegelte das Verständnis der westlichen Welt wider, welches während des Kalten Krieges von der Staatengruppe unter Führung der Sowjetunion als kompakte Formation herrschte. In allen entscheidenden Bereichen wurde eine einheitliche Politik verfolgt, die sich auf die ausgeprägte Abhängigkeit der jeweiligen Regierung einer Volksrepublik von der Führung der Sowjetunion gründete. Nicht alle Regierungen des Ostblocks erkannten die Führungsrolle der KPdSU an, wohl aber die der sowjetischen Regierung.

## Geschichte

### Die Bildung des Ostblocks 1945–1968
Auf drei Konferenzen – Teheran-Konferenz (28. November bis 1. Dezember 1943), Konferenz von Jalta (4. bis 11. Februar 1945) und Potsdamer Konferenz (17. Juli bis 2. August 1945) – verhandelte die Anti-Hitler-Koalition aus Sowjetunion und den Westalliierten über die Nachkriegsordnung in Europa. Dabei beharrte die Sowjetunion auf den Staatsgrenzen von 1939, die auf dem Vertrag mit dem Deutschen Reich von 1939 beruhten. Das betraf die Eingliederung der zwischen den Weltkriegen selbstständigen baltischen Staaten Estland, Lettland und Litauen als Sowjetrepubliken in die UdSSR und außerdem die Annexion Bessarabiens. In diesem Vertrag wurde vorgesehen die Sowjetrepubliken Weißrussland (Belarus) und Ukraine auf Kosten polnischen Territoriums (→ Kresy) nach Westen auszudehnen. Als Ergebnis des Winterkrieges musste Finnland Ostkarelien abgeben (Karelo-Finnische Sozialistische Sowjetrepublik).

Grenzverschiebungen nach dem Zweiten Weltkrieg und die Herausbildung der sowjetischen Einflusszone bis 1948

Der Eiserne Vorhang in Europa während des Kalten Krieges. Jugoslawien und Albanien waren zwar sozialistische Länder, ab 1948 bzw. ab 1961 aber keine Ostblockstaaten mehr.

Von 1945 bis 1949 errichtete die Sowjetunion in allen Ländern ihres Einflussbereiches sozialistische Staaten wie im Ostteil Deutschlands die DDR. Sie förderte die Machtübernahme der einheimischen kommunistischen Kräfte wie in Polen oder in der Tschechoslowakei. Der britische Premierminister Winston Churchill sprach bereits 1945/46 vom Iron Curtain („Eiserner Vorhang“), der Europa „zwischen der Ostsee und Triest“ trenne. Grundsätzlich vertieften sich nach dem Zweiten Weltkrieg die Risse zwischen Ost und West im Jahr 1947, als US-Präsident Harry Truman einen neuen politischen Kurs verkündete: Die Vereinigten Staaten von Amerika werden allen Staaten beistehen, die vom (sowjetischen) Kommunismus bedroht würden (Truman-Doktrin/Containment-Politik) und der gebeutelten europäischen Wirtschaft bot er den Marshallplan an. Josef Stalin untersagte den osteuropäischen Ländern die Teilnahme an diesem Aufbauprogramm und nach der Einführung der DM in den Westsektoren von Berlin blockierte die Sowjetunion die Energie- und Lebensmittelversorgung West-Berlins, worauf die Westalliierten die Berliner Luftbrücke errichteten. Zwar wurde diese Blockade 1949 aufgehoben, doch die Teilung der Welt in das westliche Lager und den abgeschotteten Ostblock mit seinen Volksdemokratien hatte Bestand.
Das politische Klima der Volksdemokratien kennzeichneten in deren Aufbauphase Kollektivierungen und Enteignungen von Industriebetrieben, Sachwerten und Grundstücken, Verhaftungen und Deportationen. Eine rasch eingerichtete Geheimpolizei und der gleichgeschaltete Justizapparat führten Säuberungen mit Todesurteilen und extralegalen Hinrichtungen durch. Besonders im harten Klima der Anfangsjahre und mit Einfluss des Stalinismus gab es wiederholte parteiinterne Säuberungen. Stalinistische Regime wie etwa das tschechoslowakische unter Klement Gottwald wollten sich so vor Unterwanderung, der Gefahr titoistischer Abweichung und opportunistischen Parteigängern schützen. Ihr neu hinzugewonnener Staatengürtel war für die tonangebende Klasse der Sowjetunion, die Nomenklatura der Staatspartei, als Cordon sanitaire und militärisches Glacis von erheblicher Bedeutung. Er wurde politisch eng verflochten und entlang der Grenzlinie gegenüber Westeuropa zunehmend „hermetisch“ abgesichert. In den bislang wenig industrialisierten und vorwiegend agrarischen Staaten wie Polen, Ungarn und Bulgarien förderte die Sowjetunion den Aufbau einer Schwerindustrie, nicht zuletzt im Interesse der Rüstung und der Schaffung einer Arbeiterklasse. Fortschritte im Bildungs-, Sozial- und Gesundheitssystem dienten letztendlich demselben Zweck, den neuen sozialistischen Staaten durch technisch-industriellen Fortschritt eine militärische Selbstbehauptung zu ermöglichen, oder gegebenenfalls den vom Kapitalismus unterdrückten Arbeitern im Westen beim Systemumsturz „brüderliche Hilfe“ erweisen zu können – wie der Sachverhalt eines gerechten Krieges in realsozialistischer Sichtweise zu umschreiben wäre.
Im Zeichen des System-Antagonismus wurde ein klarer Trennungsstrich zu Ländern mit kapitalistischem, marktwirtschaftlichem Gesellschaftssystem gezogen. Es wurde der Begriff „Nichtsozialistisches Wirtschaftsgebiet“ (NSW) für „Entwicklungsländer“ (EL) und „Kapitalistische Industrieländer“ (KIL) geschaffen, wobei letzteren andauernd militärisch aggressive Absichten gegen das angeblich „sozialistische Weltsystem“ (SW) unterstellt wurde.

### Verbindende Elemente
Der Ostblock wurde auf vier Ebenen zusammengehalten:
- politisch-ideologisch durch das Bündnis der Kommunistischen Parteien, das Kommunistische Informationsbüro (Kominform), gegründet 1947;
- wirtschaftlich durch den Rat für gegenseitige Wirtschaftshilfe (RGW, Comecon), gegründet 1949;
- militärisch durch die Warschauer Vertragsorganisation, gegründet 1955;
- Stärkung hegemonialer Maßnahmen, die ein gemeinsames Bewusstsein erzeugen sollten, wie z. B. der Unterricht des Russischen als erste Fremdsprache in der Schulausbildung oder eine koordinierte Sportpolitik.[8]

Die innere Staats- beziehungsweise Regierungsform wurde einheitlich als Einparteiendiktatur gestaltet. Demokratische Elemente nach westlichem Verständnis, wie Pressefreiheit, Meinungsfreiheit, Reisefreiheit wurden wie in der Sowjetunion nur in Ansätzen gestattet, um eine Opposition einzugrenzen und den Zusammenhalt zu sichern. Ein (Pseudo-)Mehrparteiensystem gab es nur in Form der Blockparteien in einigen Staaten. Auf allen Ebenen forderte die Sowjetunion konkret in der Person des Generalsekretärs der KPdSU absolutes Weisungsrecht. Dieses Weisungsrecht war formal nicht festgelegt, wurde jedoch dann gewaltsam angewendet, wenn ein Staat des Ostblocks oder dessen Bürger versuchten, einen eigenen Weg zu gehen.
Die ersten Auseinandersetzungen und unterschiedliche Auffassungen zur sowjetischen Führungsrolle fanden bereits 1947 zwischen der Sowjetunion und Jugoslawien unter Führung Titos statt. Das führte 1948 zum Bruch zwischen Jugoslawien und der Sowjetunion. 1961 brach Albanien mit der Sowjetunion und orientierte sich fortan an Rotchina. Albanien trat im September 1968, kurz nach dem Einmarsch von sowjetischen und anderen Truppen in die Tschechoslowakei, endgültig aus dem Warschauer Pakt aus.
Soweit möglich wie 1953 in der DDR sowie 1956 in Ungarn schlug die Sowjetarmee Aufstandsbewegungen nieder. 1968 wurde die seit Jahren beargwöhnte Emanzipation der ČSSR hin zu einem „Sozialismus mit menschlichem Antlitz“ gewaltsam beendet, als in einer konzertierten Aktion Truppen der Sowjetunion und weiterer Ostblockstaaten ins Land einmarschierten; da die Sozialistische Einheitspartei Deutschlands (SED) eine Ausbreitung des Reformkommunismus auf die DDR befürchtet hatte, wurde die Niederschlagung des Prager Frühlings im August 1968 von ihr verteidigt. Dies war die erste Manifestation der Breschnew-Doktrin. Ähnliches drohte 1981 wegen der Absetzbewegungen in Polen, nachdem das dortige kommunistische Regime auf seinem schwierigen Terrain (in Polen war die Kollektivierung der Landwirtschaft weitgehend ausgefallen) bereits 1956 und 1970 Protestbewegungen gewaltsam unterdrücken musste. 1981 war die Sowjetunion in Afghanistan gebunden; in diesem Fall genügten Mahnungen und Drohungen aus Moskau, um die Staatsführung in Form einer Militärdiktatur unter Wojciech Jaruzelski einstweilen wieder auf die harte sowjetische Linie zu bringen. Es gab unter besonderen Bedingungen und in Teilbereichen die Möglichkeit für einzelne Staaten einen Sonderweg zu gehen: die konsumorientierte, aber schuldenfinanzierte Wirtschaftspolitik Polens, der sogenannte ungarische Gulaschkommunismus nach 1970.
Rumänien konnte sich eine durchaus eigensinnige Politik erlauben. Die sowjetischen Besatzungstruppen waren seit 1958 aus dem Land abgezogen und die Zustimmung der Bevölkerung gegenüber der Sowjetunion, aber auch der politischen Klasse war außerordentlich gering. Zum einen war Rumänien historisch und kulturell nicht an Russland, sondern an Frankreich sowie Deutschland angelehnt; zum anderen hatte es territoriale Verluste in Bessarabien, das Herza-Gebiet, die nördliche Bukowina und die Schlangeninsel erlitten. Der bewaffnete antikommunistische Widerstand in Rumänien dauerte besonders lang und erst 1976 konnte der letzte bewaffnete Kämpfer verhaftet werden.
Ein weiterer Grund war die Weigerung der Sowjetunion, den rumänischen Staatsschatz zurückzugeben. Rumänien hatte historisch keine bedeutende kommunistische Bewegung: Ende 1944 besaß die Kommunistische Partei weniger als 1000 Mitglieder. Dadurch bestand die politische Elite entweder aus sowjettreuen Personen, die aus der Sowjetunion nach Rumänien gesandt wurden (diese wurden nach dem Tod Stalins nach und nach marginalisiert), oder aus einheimischen Rumänen, die aus opportunistischen Gründen sich der Kommunistischen Partei anschlossen und nur eine begrenzte Sympathie für die Sowjetunion hegten. Rumänien durchbrach wiederholt die Blocksolidarität, wofür der Beifall des Westens nicht ausblieb. So hatte das Land die Militäraktion gegen die Tschechoslowakei verurteilt und weigerte sich, daran teilzunehmen. Es ignorierte den Olympiaboykott des Ostblocks 1984. Dabei geriet aus dem Blick, dass Rumäniens langjähriger Staats- und Parteichef Nicolae Ceaușescu, der in seinen Anfangsjahren eine Politik der Öffnung zum Westen führte, sich später zu einem bizarren Despoten entwickelte, um den in den 1980er Jahren ein selbst im Ostblock beispielloser Personenkult betrieben wurde.
Die Volksrepublik Bulgarien galt als linientreuester Verbündeter der Sowjetunion. Das führte zum Spottnamen „16. Sowjetrepublik“. Wie in Rumänien befand sich dort kein sowjetisches Truppenkontingent. Jedoch hatte Bulgarien historisch und kulturell eine enge Anlehnung an Russland und es besaß eine starke kommunistische Bewegung bereits in der Zwischenkriegszeit. In Bulgarien fehlten die schlechten Erfahrungen mit der Sowjetunion, wie beispielsweise in Rumänien.
Auch die Zusammenarbeit zwischen den Mitgliedern blieb nicht immer frei von Spannungen. Die Beziehungen zwischen der DDR und Polen waren in den 1980er Jahren wegen des Wohlstandsgefälles angespannt. Andererseits wurden Rivalitäten im Zeichen der „Brüderlichkeit“ innerhalb des Paktsystems unterbunden, so etwa das von vielerlei alten Grenzstreitigkeiten und Zwistigkeiten belastete Verhältnis zwischen Rumänien und Ungarn. Wirtschaftlich stellte die Sowjetunion nach 1980 erhöhte Rohstoff- und Energiepreise in Rechnung, was den Verbündeten daraus resultierende erhebliche Probleme in der Industrie und Energieversorgung bereitete.
Die Staatengruppe war den letzten Jahren des Bestehens nicht mehr ein in jeder Hinsicht einheitlicher Block. Die „Satellitenstaaten“ waren in unterschiedlichem Grad von der Sowjetunion abhängig. Dies betraf die Machtdurchsetzung der Führungskader, die Wirtschaft und die Stationierung starker Truppenkontingente der Sowjetarmee in mehreren Staaten. Von den insgesamt 600.000–700.000 Mann der sowjetischen Streitkräfte standen rund zwei Drittel in der DDR. Bis in die 1980er Jahre hinein konnte keine entscheidende Maßnahme eines Ostblocklandes ohne Rücksprache mit dem Zentralkomitee der KPdSU erfolgen.

### Containment und andere antikommunistische Reaktionen
Der Westen unter Führung der USA versuchte in der Phase des Kalten Krieges, nach den erheblichen Gebietsgewinnen der Sowjetunion, eine weitere Ausdehnung des kommunistischen Machtbereichs einzudämmen, die vor allem in Asien bedrohliche Ausmaße anzunehmen schien. Dagegen setzten die USA die Truman-Doktrin und verfolgten eine Containment-Politik. Auf ökonomischer Ebene wurde durch den Marshallplan 1947 den westlichen europäischen Ländern eine großzügige finanzielle Hilfe für den Wiederaufbau der kriegszerstörten Wirtschaft angeboten. Der Prager Februarumsturz 1948, die Berlinkrise 1948/49, der „Verlust Chinas“ 1949 und umso mehr 1950 der Ausbruch des Koreakriegs verstärkten den Eindruck einer kommunistischen Bedrohung des Westens nachhaltig. In den USA und Europa setzte ab Anfang der 1950er Jahre eine Aufrüstungswelle ein. Zwischen den beiden Supermächten kam es zum Rüstungswettlauf.
Die NATO war seit 1949 das westliche Militärbündnis gegen die drohende Expansion der Sowjetunion nach Westen. Daraufhin folgte ihrerseits 1955 die Gründung des Warschauer Pakts. Auf politischer Ebene wurden aus dem Westen Oppositionsbewegungen der Ostblockstaaten unterstützt. Bis zu deren endgültiger Zerschlagung in den 1950er Jahren stärkten die USA auch bewaffnete Separatisten-Gruppierungen innerhalb der Sowjetunion, etwa im Baltikum. Parallel dazu gab es anfangs weitere Konzepte, durch Konfrontation den Ostblock aufzubrechen.
In den späten 1940er und 1950er Jahren wurden in vielen Teilen Westeuropas wie 1956 in der Bundesrepublik Deutschland die kommunistischen Parteien verboten oder in ihrem Wirken behindert. Allerdings geschah dies in einigen europäischen Ländern nicht. Besonders in Frankreich und Italien (Eurokommunismus) erreichten kommunistische Parteien bis in die 1970er Jahre hinein nennenswerte Stimmenanteile in den Parlamentswahlen. Die Idee des US-Präsidenten Dwight D. Eisenhower, durch Rollback-Politik den Kommunismus zurückzudrängen, gilt eher als Wahlkampfphrase. Eine militärische Operation erschien der US-Politik in Europa zu gefährlich. Die anfangs noch gegebene klare nuklearstrategische Überlegenheit der USA konnte nicht in politisches Kapital umgesetzt werden und blieb insofern bedeutungslos.

### Poststalinismus
In der Tauwetter-Periode unter Nikita Chruschtschow Mitte der 1950er Jahre wurde im Ostblock von der Lehrmeinung abgerückt, dass die Systemauseinandersetzung notwendigerweise in einem Krieg kulminieren müsse. Die Erhaltung der Friedlichen Koexistenz hatte nun Vorrang. 1954 hatte sich mit Georgi Malenkow zum ersten Mal ein sowjetischer Spitzenfunktionär besorgt über die Möglichkeit eines Atomkrieges geäußert, der besser zu vermeiden wäre. In den späten 1950er und frühen 1960er Jahren gelangen der Sowjetunion einige Erfolge, die im Westen Bestürzung und Erstaunen über die Leistungsfähigkeit „des Ostens“ hervorriefen: beispielsweise der Sputnikschock von 1957 und Juri Gagarins Weltraumflug von 1961. 1958 gab es eine neue Berlin-Krise, und ein knappes Jahr darauf – am 15. September 1959 – kam der sowjetische Staatschef Chruschtschow zu einem Staatsbesuch in die USA.
Anfang der 1960er Jahre verschärfte sich die Lage wieder. Die Blockkonfrontation drohte zu einem Krieg zu eskalieren. Der gefährlichsten Phase zwischen dem Mauerbau im August 1961 und der Kubakrise im Herbst 1962 folgte auf beiden Seiten eine gewisse Ernüchterung hinsichtlich konfrontativer Lösungsmöglichkeiten. Erstmals verbreitete sich ein wirkliches Bewusstsein von den drohenden Folgen eines Atomkrieges zwischen Warschauer Pakt und NATO.
Den realsozialistischen Ländern gelang in den 1960/1970er Jahren eine gewisse Stabilisierung. Im Westen wurde die mit erheblichen Anstrengungen verbundene Aufrüstung und die gesteigerte militärische Schlagkraft der Sowjetunion und des Warschauer Pakts insgesamt festgestellt, insbesondere was strategische Atomwaffen betraf. Auf diesem Gebiet hatte die UdSSR nach allgemeiner Ansicht eine annähernde Parität mit den USA erreicht (Gleichgewicht des Schreckens). So setzte sich im Westen die Ansicht durch, dass die Entspannungspolitik ein geeigneteres Mittel bot, um die Macht- und Einflusssphäre des Kreml allmählich zurückzudrängen. Misstrauisch-orthodoxe Kräfte beispielsweise in der DDR argwöhnten dahinter frühzeitig und in gewisser Weise treffend eine „Aggression auf Filzlatschen“, konnten der sich anbahnenden Entwicklung aber auf Dauer keinen wirksamen Widerstand entgegensetzen. Die DDR – wie auch andere Ostblockstaaten – waren ab Ende der 1970er Jahre wegen der immer mehr zunehmenden ökonomischen Schwierigkeiten auf intensivierte Wirtschaftsbeziehungen und westliche Unterstützung angewiesen. Sinnfälliger Ausdruck für diese Entwicklung war der von Franz Josef Strauß 1983 vermittelte Milliardenkredit (dem 1984 ein zweiter folgte).
Noch zu Zeiten der westdeutschen Hallstein-Doktrin galt das von der Sowjetunion zusammengehaltene östliche Bündnis letztlich als einziger Garant der Nachkriegsgrenzen. Daraus bezog es besonders in der Tschechoslowakei und sogar in Polen einen nicht zu unterschätzenden Teil seiner Legitimation und einen wichtigen Restbestand an Akzeptanz. Ab Anfang der 1970er Jahre verlor dieser Faktor mit der geänderten Position der Bundesrepublik und den abgeschlossenen Ostverträgen an Bedeutung.
Anfang bis Mitte der 1970er Jahre schien der Ostblock den Höhepunkt seines internationalen Status erreicht zu haben. 1975 zeigte dies die Schlussakte der Konferenz für Sicherheit und Zusammenarbeit in Europa, die von den sozialistischen Staaten unterzeichnet wurde. Darin wurde ihre wichtige Rolle im Zusammenhang mit der Menschen- und Bürgerrechtsfrage definiert, welcher schließlich der Zusammenbruch der parteikommunistischen Systeme Osteuropas zuzuschreiben ist.
Die Zonengrenze zwischen dem politischen Osten beziehungsweise Westen, der Eiserne Vorhang, war insbesondere eine Wohlstandsgrenze, die noch bis heute zu spüren ist. Während es nach dem Zweiten Weltkrieg im Ostblock durch Planwirtschaft, Kommandostrukturen aber auch die starke Dominanz der UdSSR zu einem langsamen wirtschaftlichen Niedergang kam, führten im Westen Demokratie, Marktwirtschaft, die Gründung der Organisation für europäische wirtschaftliche Zusammenarbeit (OEEC) und Marshallplanmittel zu einem stetigen Wiederaufbau. Gerade diese Schaffung von Wohlstand und Attraktivität im Westen in Verbindung mit deren medialer Verbreitung über TV und Radio führten dann zu einer zunehmenden Unzufriedenheit der Bevölkerung im Osten und Fluchtbewegung in den Westen.

### Ende des Ostblocks 1985–1990
Die unabhängige Gewerkschaft Solidarność war neben der katholischen Kirche Hauptkraft der Bewegung, die das Ende des Kommunismus in Polen bedeutete. Mit Johannes Paul II. amtierte dazu seit 1978 ein polnischer Papst, der sich durch seine Besuchsdiplomatie für polnisch-katholische Belange einsetzte. Michail Gorbatschow schrieb 1992 in seinen Memoiren: „Alles, was in den letzten Jahren in Osteuropa geschehen ist, wäre ohne diesen Papst nicht möglich gewesen.“
Im März 1985 wurde Gorbatschow Generalsekretär der KPdSU. Er änderte den Kurs der Gängelung und Unterdrückung der sowjetischen Satellitenstaaten. Schon bei der Beerdigung von Konstantin Tschernenko (er war 13 Monate Generalsekretär) rief Gorbatschow die Ostblockführer zusammen und teilte ihnen mit, was später als „Sinatra-Doktrin“ bekannt wurde. Diese gestand den sozialistischen Bruderländern einen eigenen Weg zum Sozialismus zu und war Teil des Programms Perestrojka (Umbau). Einige Staaten lösten sich bis 1989 zunehmend aus dem Ostblock; die Staatsführung der DDR versuchte erfolglos, diesen noch zusammenzuhalten. Zusätzlich zu den aufkommenden innerstaatlichen Protestbewegungen wurde im Frühjahr und Sommer 1989 die bisher strikte Abschottung Osteuropas durch den Eisernen Vorhang durch einzelne Länder teilweise gelockert und im weiteren aufgehoben. Ungarn baute ab 2. Mai 1989 die Grenzanlagen zu Österreich ab. Das ungarische Drahtzaun-System mit seinen elektrischen Meldevorrichtungen war zu dieser Zeit schon vollkommen veraltet bzw. verrostet und fast 99 Prozent der Alarme waren Fehlmeldungen; bei jedem Alarm wurden bis zu 400 Soldaten in Marsch gesetzt. Die Ungarn wollten aber durch verstärkte Bewachung der Grenze die Bildung einer grünen Grenze verhindern oder die Sicherung ihrer Westgrenze kostengünstiger und technisch anders lösen. Nach dem Abbau von Grenzanlagen wurden weder die Grenzen geöffnet noch die bisherigen strengen Kontrollen eingestellt. Noch am 4. Juni 1989 begrüßte die DDR-Führung öffentlich die gewaltsame Niederschlagung der Studentenproteste auf dem Platz des Himmlischen Friedens in Peking, was als Drohung zu verstehen war, dass solches auch in der DDR denkbar wäre; dies führte später dazu, dass die VR China ihrerseits ihre Unterstützung durch Überlassung von Arbeitskräften gegen ein Ausbluten des Landes während der Massenflucht anbot.
Im Frühjahr 1989 gab es innerhalb der Sowjetunion in Tiflis und im Baltikum Armeeeinsätze gegen Demonstrationen. Es war zu diesem Zeitpunkt unklar, ob die Sowjetunion oder insgesamt der Ostblock militärisch intervenieren würde, falls es zu einer ungelegenen antikommunistischen und antisowjetischen Entwicklung käme.
Die Öffnung eines Grenztors zwischen Österreich und Ungarn beim Paneuropäischen Picknick am 19. August 1989, das durch die Medien verbreitet Nachahmung fand, verstärkte den Trend und löste schließlich die für den Ostblock historische „Krise des Herbstes 1989“ aus. Die Schirmherren des Picknicks waren der Initiator Otto von Habsburg und der ungarische Staatsminister Imre Pozsgay. Diese sahen im geplanten Picknick eine Chance, die Reaktion Gorbatschows auf eine Grenzöffnung am Eisernen Vorhang zu testen. Schon am 10. Juli 1989 wurde in Akten des ungarischen Staatssicherheitsdienstes notiert, dass aufgrund eines Vorschlages von Otto von Habsburg an der Grenze eine Veranstaltung geplant war, und am 31. Juli 1989 informierte die ungarische Abwehr gegen die innere Reaktion ihre Vorgesetzten über die Vorbereitungen des Paneuropäischen Picknicks bei Sopron. Die Paneuropa-Bewegung ließ tausende Flugzettel verteilen, mit denen zu einem Picknick nahe der Grenze bei Sopron eingeladen wurde. Unter dem Motto „Baue ab und nimm mit!“ sollten sich die Teilnehmer am Abbau des Eisernen Vorhangs beteiligen dürfen. Flugblätter, die Ort und Zeitpunkt des Picknicks bekanntgaben und eine Wegbeschreibung enthielten, kursierten auch unter DDR-Flüchtlingen in Budapest. Viele der DDR-Bürger verstanden die Botschaft und reisten an.
Bei der Veranstaltung am 19. August 1989 gelangten 661 Ostdeutsche durch den Eisernen Vorhang über die Grenze von Ungarn nach Österreich. Es war die größte Fluchtbewegung von Ost-Deutschen seit dem Bau der Berliner Mauer. Die UdSSR griff bei den diesbezüglichen Vorgängen nicht ein. Primäres Opfer der sich aus der sowjetischen Passivität ergebenden Situation war anfänglich besonders die DDR-Führung in Berlin, die Moskau dann am 21. August um (nicht gewährte) Unterstützung bat.
Die durch die Massenmedien verbreiteten Informationen über die Grenzöffnung lösten weitere Ereignisse aus. Am 22. August 1989 überquerten erneut 240 Menschen die österreichisch-ungarische Grenze, diesmal jedoch ohne vorbereitende Absprachen mit ungarischen Sicherheitsbehörden. Den Versuch, diese Aktion am 23. August zu wiederholen, unterbanden Grenzer, unterstützt durch „Arbeitermilizen“, mit Waffengewalt und verletzten dabei mehrere Flüchtlinge. Mit der Massenflucht ohne Eingreifen der Sowjetunion brachen die Dämme. Ostdeutsche kamen zu Zehntausenden nach Ungarn, das nicht mehr bereit war, seine Grenzen dicht zu halten. Die DDR-Führung in Ost-Berlin reagierte unentschlossen und wagte nicht, die Grenzen des eigenen Landes zu verriegeln. Die im August 1989 folgenden Besetzungen von bundesdeutschen Botschaften durch DDR-Flüchtlinge samt den dazu anschließend getroffenen Ausreiseprozeduren und der ungarische Verzicht auf Grenzkontrollen ab dem 11. September 1989 führte zu weiteren unkontrollierten Massenfluchten von DDR-Bürgern. Ungarn ließ ohne vorherige Absprache mit der DDR-Regierung alle anwesenden ausreisewilligen DDR-Bürger in den Westen passieren. Bis Ende September kamen 30.000 Übersiedler auf diesem Weg in die Bundesrepublik.
Am 30. September 1989 erreichte der damalige Bundesaußenminister Hans-Dietrich Genscher nach Verhandlungen mit dem sowjetischen Außenminister Eduard Schewardnadse und anderen, dass einige Tausend auf das Gelände der Prager Botschaft geflüchtete Ostdeutsche mit Sonderzügen per Umweg durch die DDR in den Westen ausreisen durften.
Im Herbst und Winter 1989 verloren die kommunistischen Staatsführungen in allen Ostblockstaaten (außer der Sowjetunion) ihr Herrschaftsmonopol, sodass der Ostblock auseinanderfiel. Die Abschottung war beendet und die Möglichkeit gegeben, die Länder Richtung Westen über den nunmehr zerbrochenen Eisernen Vorhang zu verlassen. Die Kettenreaktion ausgehend vom Paneuropäischen Picknick erodierte die Macht der Kommunisten im Ostblock. Das bewirkte bis Dezember 1989 einen Wechsel des Regierungssystems in der DDR, in Polen, in Ungarn, in der ČSSR (Samtene Revolution) sowie in Bulgarien und in Rumänien. Die grundlegende Ursache für die Unzufriedenheit der Bevölkerung lag neben dem Mangel an Selbstbestimmung und Freiheit im wirtschaftlichen Zusammenbruch der gleich aufgebauten Staaten. Für diese Entwicklung waren wesentliche Systemfaktoren des Ostblocks ursächlich:
- wirtschaftliche Probleme durch Staatswirtschaft,
- Verschuldung bei westlichen Kreditgebern,
- innere Probleme durch Parteidiktatur,
- außenwirtschaftliche Probleme durch die Abschottungspolitik.

Die UdSSR zerfiel 1991, wobei beim ersten Referendum in der Geschichte der Sowjetunion am 17. März 1991 (bei dem allerdings einige Unionsrepubliken nicht mehr teilnahmen) noch eine Mehrheit für den Bestand der Union stimmte.

## Reisefreiheit
Reisen für DDR-Bürger unter 65 Jahren in das nichtsozialistische Ausland waren seit dem Mauerbau im August 1961 auf Antrag und nur zu bestimmten Anlässen möglich. Meist nur, wenn eine Rückkehr in die DDR wahrscheinlich war, etwa weil Kinder oder Ehepartner nicht mitreisten oder es keine Westverwandtschaft gab. Ab 1964 durften alle Rentner einmal im Jahr Besuchsreisen zu Westverwandten machen, später gab es weitere Reiseerleichterungen.
In anderen Ostblockstaaten war dies ähnlich geregelt. So konnten Bürger aus der ČSSR, der Ungarischen VR oder auch der VR Bulgarien bereits mit Beginn der 1970er Jahre bei begründeten Anlässen, wie Studienreisen, das Land nach Westeuropa verlassen.
In Ungarn war es bereits zu Anfang der 1980er Jahre möglich, Privatreisen gegen Devisenzahlung zu unternehmen. Ungarn führte Anfang 1988 die allgemeine Reisefreiheit für seine Bürger ein. Es gab auch schärfere Reisebeschränkungen, wie in Rumänien oder der Sowjetunion.
Die Bürger der SFR Jugoslawien waren als Staatsangehörige eines sozialistischen, aber blockfreien Staates privilegierter, da es keinem Militärblock angehörte. Nach Jugoslawien zu reisen war für Westeuropäer nicht komplizierter als nach Italien oder Frankreich, insbesondere profitierten die Jugoslawen von devisenbringenden westlichen Touristen, die jährlich zu Millionen an die Adriaküste kamen. Jugoslawien war das einzige sozialistische Land, dessen Staatsbürger visafrei nach Westeuropa, Nordamerika und andere Teile der Erde ausreisen konnten. Schon in den 1960er Jahren kamen im Zuge von Freizügigkeitsregelungen als Gastarbeiter bezeichnete Arbeitskräfte aus Jugoslawien nach Deutschland, Österreich und in die Schweiz.